# Lucas Suárez (futbolista nacido en 1995)
Lucas Matías Suárez Scalarea (Río Cuarto, Córdoba, Argentina; 17 de marzo de 1995) es un futbolista argentino que juega de defensor en el Club Atlético Talleres de Córdoba, a préstamo desde Estudiantes de Río Cuarto.Fue internacional con la Selección sub-20 de Argentina.

## Trayectoria

### Quilmes AC
Su puesto natural es marcador central, pero debutó jugando de lateral izquierdo en cancha de Lanús y se mantuvo en esa posición. Lo hizo debutar Ricardo Caruso Lombardi sobre el final del Torneo. Es surgido de las inferiores del Club.

## Selección nacional

### Selección Argentina Sub-20

#### Copa Mundial Sub-20
El 6 de marzo de 2015 el entrenador del seleccionado Sub-20, Humberto Grondona, lo incluyó en la Preselección de cara a la Copa Mundial Sub-20 que se llevará a cabo en Nueva Zelanda. Los entrenamientos y amistosos comenzarían a fines de marzo y seguirían todo abril, hasta que la lista final de jugadores que viajarán al mundial sea anunciada los primeros días de mayo.
El 13 de mayo de 2015, Humberto Grondona, confirmó la lista de 21 futbolistas que representarán a la Selección Sub-20 en el Mundial de Nueva Zelanda en la cual se encontraba Lucas Suárez.
El plantel viajaría el lunes 18 de mayo hacia Tahití, donde disputaría dos amistosos ante la selección local, y el 25 de mayo llegaría a 
Wellington para debutar el 30 de mayo ante Panamá.
El 21 de mayo en el primer amistoso preparatorio jugado antes del Mundial de Nueva Zelanda la Selección Argentina Sub-20 perdió en Tahití por 3-1 ante el representativo mayor de ese país, en un encuentro amistoso jugado en el Estadio Pater Te Hono Nui.
El 24 de mayo el seleccionado jugaría el segundo amistoso, y último antes de viajar a Nueva Zelanda para disputar el Mundial, contra Tahití y esta vez la albiceleste se impondría por 4 a 1, con goles de Ángel Correa, Monteseirín, Simeone y Emiliano Buendía, mostrando buen manejo de la pelota y contundencia en ataque.

#### Detalle
| \| N.º \| Fecha \| Estadio \| Local \| Resultado \| Visitante \| Goles \| Asist. \| \| \| ----- \| ---------- \| ------------------------------------------ \| --------- \| --------- \| --------- \| ----- \| ------ \| ------------------- \| \| 1 \| 21-05-2015 \| Pater Te Hono Nui, Papeete, Tahití \| Tahití \| 3-1 \| Argentina \| \| \| Amistoso \| \| 2 \| 24-05-2015 \| Pater Te Hono Nui, Papeete, Tahití \| Argentina \| 4-1 \| Tahití \| \| \| Amistoso \| \| 3 \| 30-05-2015 \| Westpac Stadium, Wellington, Nueva Zelanda \| Argentina \| 2-2 \| Panamá \| \| \| Copa Mundial Sub-20 \| \| 4 \| 02-06-2015 \| Westpac Stadium, Wellington, Nueva Zelanda \| Argentina \| 2-3 \| Ghana \| \| \| Copa Mundial Sub-20 \| \| Total \| \| Presencias \| 4 \| \| Goles \| 0 \| 1 \| \| |            |                                            |           |           |           |       |        |                     |
| N.º | Fecha      | Estadio                                    | Local     | Resultado | Visitante | Goles | Asist. |                     |
| 1 | 21-05-2015 | Pater Te Hono Nui, Papeete, Tahití         | Tahití    | 3-1       | Argentina |       |        | Amistoso            |
| 2 | 24-05-2015 | Pater Te Hono Nui, Papeete, Tahití         | Argentina | 4-1       | Tahití    |       |        | Amistoso            |
| 3 | 30-05-2015 | Westpac Stadium, Wellington, Nueva Zelanda | Argentina | 2-2       | Panamá    |       |        | Copa Mundial Sub-20 |
| 4 | 02-06-2015 | Westpac Stadium, Wellington, Nueva Zelanda | Argentina | 2-3       | Ghana     |       |        | Copa Mundial Sub-20 |
| Total |            | Presencias                                 | 4         |           | Goles     | 0     | 1      |                     |

#### Participaciones con la selección
| Torneo                   | Sede          | Resultado      |
| ------------------------ | ------------- | -------------- |
| Copa Mundial Sub-20 2015 | Nueva Zelanda | Fase de grupos |

## Estadísticas

### Clubes
- Actualizado hasta el 2 de diciembre de 2016.

| Quilmes Argentina                                        | 1.ª   | 2014  | 18 | 0 | 0 | 0 | 0 | 0 | 18 | 0 |
| Quilmes Argentina                                        | 1.ª   | 2015  | 6  | 1 | 0 | 0 | 0 | 0 | 6  | 1 |
| Quilmes Argentina                                        | Total | Total | 24 | 1 | 0 | 0 | 0 | 0 | 24 | 1 |
| Sarmiento Argentina                                      | 1.ª   | 2016  | 1  | 0 | 0 | 0 | 0 | 0 | 1  | 0 |
| Sarmiento Argentina                                      | Total | Total | 1  | 0 | 0 | 0 | 0 | 0 | 1  | 0 |
| Total                                                    | Total | Total | 25 | 1 | 0 | 0 | 0 | 0 | 25 | 1 |
| (1) Las copas nacionales se refiere a la Copa Argentina. |       |       |    |   |   |   |   |   |    |   |

### Selección
- Actualizado hasta el 2 de junio de 2015.

| Selección                  | Año   | Amistoso | Amistoso | Eliminatorias | Eliminatorias | Mundial | Mundial | Sudamericano | Sudamericano | Total | Total |
| Selección                  | Año   | Part.    | Goles    | Part.         | Goles         | Part.   | Goles   | Part.        | Goles        | Part. | Goles |
| -------------------------- | ----- | -------- | -------- | ------------- | ------------- | ------- | ------- | ------------ | ------------ | ----- | ----- |
| Argentina Sub-20 Argentina | 2015  | 2        | 0        | -             | -             | 2       | 0       | -            | -            | 4     | 0     |
| Total                      | Total | 2        | 0        | -             | -             | 2       | 0       | -            | -            | 4     | 0     |